# 20e cérémonie des prix Génie
La 20e cérémonie des Prix Génie s'est déroulée le 30 janvier 2000 pour récompenser les films sortis en 1999. La soirée a été animée par Patrick McKenna.

## Palmarès
Le vainqueur de chaque catégorie est indiqué en gras

### Meilleur court métrage d'animation
- When the Day Breaks, David Verrall, Wendy Tilby, Amanda Forbis (en)
  - Ludovic:  Une poupée dans la neige, Thérèse Descary, Co Hoedeman
  - Le Vieil Homme et la Mer, Bernard Lajoie, Alexandre Konstantinovitch Petrov, Tatsuo Shimamura